# Ernest Lespinasse
Ernest Lespinasse (20 ottobre 1897 – 22 novembre 1927) è stato un ginnasta francese.

## Palmarès

### Olimpiadi
- 1 medaglia:
  - 1 bronzo (Anversa 1920 nel concorso a squadre)